# Rite d'York
Le Rite d’York est un rite maçonnique issu de l'expansion de la Grande Loge des anciens au début du XVIIIe siècle.  L'appellation d'York y est liée, dans le sens d'une origine mythique d'une maçonnerie de pure tradition, adhérente aux plus anciens us et coutumes maçonniques. Le rituel est introduit et défendu par les régiments irlandais, qui l'exporteront d'ailleurs en Amérique du Nord au début du XVIIIe siècle, où il prend par la suite sa dénomination secondaire de rite américain en distinction du Rite émulation ou rite anglais. 
Étant donné le contexte d'apparition, résolument théiste, le fondement essentiel du Rite d'York est la Bible et plus particulièrement l'Ancien Testament. Les trois premiers degrés du rituel sont pratiqués dans des loges qualifiées de symboliques. Des structures de hauts grades maçonniques approfondissent et complètent sa symbolique et son parcours, l'Arche royale et la maçonnerie cryptique. Le Rite d'York est l'un des rites maçonniques les plus pratiqués aux États-Unis. Importé en France par des loges militaires américaines vers 1918, sous le général John Pershing, le rite y est pratiqué de façon minoritaire.

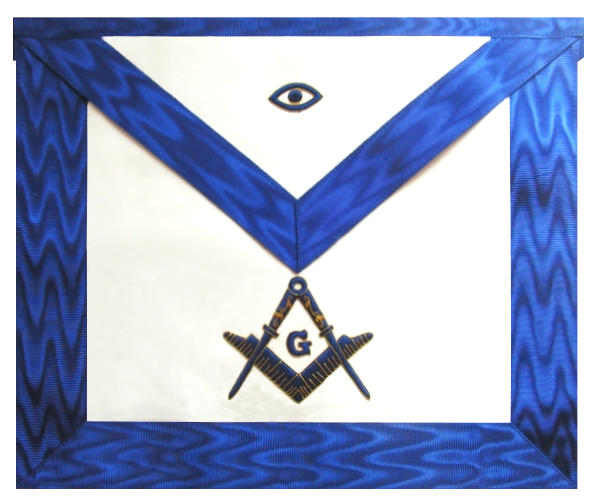
Tablier maçonnique au grade de maître du Rite d'York.

## Histoire
Le développement du Rite d’York coïncide avec l'expansion de la Grande Loge des anciens au début du XVIIIe siècle. Plus « christique », cette pratique rituelle sera même défendue par Laurence Dermott dans son Ahiman Rezon.
Si le rite d’York connaît sa genèse en Écosse, ce sont les francs-maçons irlandais qui contribueront à l'exporter en Amérique du Nord au XVIIIe siècle et au début du XXe siècle.
Il prend sa dénomination de rite américain par distinction avec le Rite émulation qui se codifie lorsque les loges des « Anciens » et des « Modernes » s'unissent en 1813. Les États-Unis, absents de l'union entre deux conceptions de la franc-maçonnerie qui voit le jour en Grande-Bretagne, gardent ainsi toute l'originalité et l'authenticité de ce rite. Les différences de rituel entre les « Anciens » et les « Modernes » n'étaient cependant que restreintes : inversion des mots sacrés, dispositions des lumières, etc. Le contenu symbolique des grades de compagnons et de maître étaient différents.
Le rite d'York est particulièrement développé aux États-Unis où ses loges s'interdisent toute discussion de sujets politiques, religieux ou de tout autre sujet controversé et ne revendiquent comme objectif que celui de l'amélioration de ses membres.
Il n'est pas rare aux États-Unis que le Rite d’York soit pratiqué en binôme avec le Rite écossais ancien et accepté. Ce constat a encouragé la création en 1957 à Détroit du Collège du Rite d'York afin de défendre le rite et d'en faire sa promotion.

## Fondamentaux du rite
Le Rite d’York s'appuie particulièrement sur la Bible et plus encore sur l'Ancien Testament. Le signe d'ordre est parfois précédé par la formule « Dieu Garde » selon les rituels.
La démarche initiatique, des loges bleues jusqu'au degré de Chevalier de la Croix-Rouge de Constantin, contenue dans les commanderies chevaleresques du  Rite d'York veut que le franc-maçon passe du Temple de Salomon (de l'Ancien Testament) qu'il rebâtit en recevant la gnose en vue d'un temple à la portée plus chrétienne que poursuivent les commanderies.
Le Rite d'York est moins formalisé que le Rite émulation, lui aussi censé être appris par cœur. Les pratiques de ce rite peuvent ainsi sensiblement varier d'un état des États-Unis à l'autre.

## Système du rite

### Grades
Le rite américain York est divisé en de nombreux degrés regroupés en quatre catégories. 
- Loges bleues
  - 1. Apprenti
  - 2. Compagnon
  - 3. Maître

- Arche Royale
  - 4. Maître de marque
  - 5. Passé maître virtuel
  - 6. Très excellent maître
  - 7. Maçon de l'arche royale

Les rituels de l'Arche royale auraient été codifiés en 1797 à Boston. Il prend sa symbolique sur l'Arche d'Alliance contenu dans le Temple de Salomon.
- Conseil - Maçons cryptiques
  - 8. Maître royal
  - 9. Maître choisi
  - 10. Super excellent maître

Les rituels du Conseil sont nettement plus modernes. On estime qu'ils sont codifiés au début du XIXe siècle. Conseil qui complète les degrés du chapitre sous la référence mythologique des cryptes de Temple de Salomon. 
- Commanderies - « Chevaliers templiers »
  - 11. Chevalier de la Croix-Rouge
  - 12. Chevalier de Malte
  - 13. Chevalier du Temple

Les Commanderies ont une dimension davantage chrétienne que les chapitres ou le conseil. Elle passe du Temple de Salomon aux ordres Templiers.

### Masonic Bodies
De nombreux autres degrés maçonniques non intégrés aux principaux systèmes ou catégories répertoriées ci-dessus sont agrégés ou partenaires de la maçonnerie officielle aux États-Unis, comme aussi parfois en Angleterre ainsi que dans les pays et territoires sous anciennes constitutions ou patentes américaines ou anglaises. Ils portent le nom de Masonic Bodies.